# アイム近畿理容美容専門学校
アイム近畿理容美容専門学校（アイムきんきりようびようせんもんがっこう、I'm KINKI BARBER & BEAUTY COLLEGE）は、学校法人辻本学園が運営する大阪府大阪市天王寺区にある専修学校。

## 沿革
以下、公式ページにある「沿革」に基づく
- 1953年（昭和28年） - 萩の茶屋にて「近畿理容専門学校」として開校
- 1955年（昭和30年） - 財団法人に組織を変更
- 1963年（昭和38年） - 美容部を設置。校名を「近畿理容美容専門学校」に改称
- 1970年（昭和45年） - 学校法人辻元学園に組織を変更。校名を「近畿高等理容美容専門学校」に改称
- 1977年（昭和52年） - 専修学校として認可。校名を「近畿理容美容専門学校」に改称
- 1988年（昭和63年） - 現在地へ移転。校名を「アイム・キンキ理容美容専門学校」に改称
- 2003年（平成15年） - 創立50周年
- 2004年（平成16年） - 創立50周年記念式典開催
- 2017年（平成29年） - 校名を「アイム近畿理容美容専門学校」に改称

## 学科・課程
- 美容科
  - 昼間部 専門課程（2年制）
  - 昼間部 高等課程（2年制）
  - 通信部（3年制）
- 理容科
  - 昼間部 専門課程（2年制）
  - 昼間部 高等課程（2年制）
  - 通信部（3年制）

## 所在地
- 〒543-0056 大阪市天王寺区堀越町4-24

最寄り駅は、各天王寺駅